# Markus Wolf

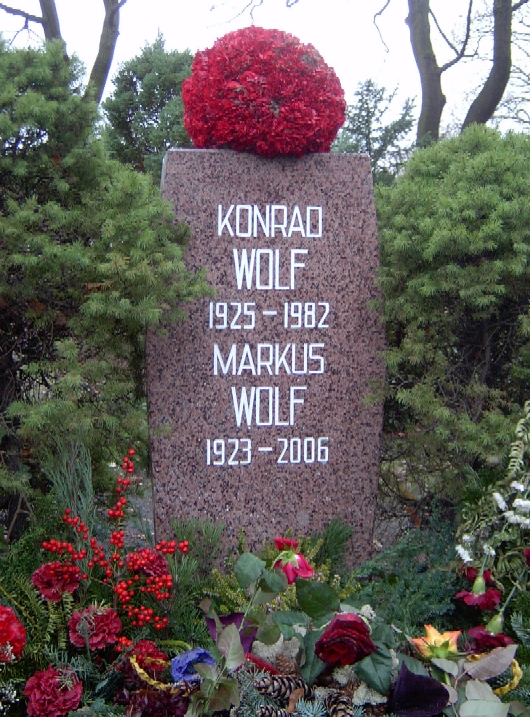
Grób Konrada i Markusa Wolf na Cmentarzu Centralnym Friedrichsfelde w Berlinie

Markus Johannes Wolf, ps. Michael Storm, „Mischa”, Маркус Вольф (ur. 19 stycznia 1923 w Hechingen, zm. 9 listopada 2006 w Berlinie) – wieloletni szef Głównego Zarządu Wywiadu (Hauptverwaltung Aufklärung – HVA) przy wschodnioniemieckim Ministerstwie Bezpieczeństwa Państwowego (Ministerium für Staatssicherheit – MfS), znanym także jako Stasi.

## Życiorys
Urodzony jako syn żydowskiego lekarza, a zarazem dramaturga, Friedricha Wolfa, brat reżysera filmowego Konrada Wolfa. Ojciec Markusa był członkiem Komunistycznej Partii Niemiec (KPD). Po dojściu Adolfa Hitlera do władzy w Niemczech, rodzina Wolfów wyemigrowała do Szwajcarii, później młody Markus przeniósł się do Francji, a następnie w 1934 do Związku Radzieckiego. W Moskwie ukończył szkołę Kominternu. Po zakończeniu II wojny światowej powrócił do Niemiec, wraz z grupą Waltera Ulbrichta. Początkowo pracował jako dziennikarz radia, był jednym z dziennikarzy zajmujących się procesem norymberskim, w którym sądzono wyższych funkcjonariuszy nazistowskich za zbrodnie popełnione podczas wojny.
Inne źródła podają, że po II wojnie światowej Wolf powrócił do Niemiec, współpracując z władzami radzieckimi w tworzeniu NRD. Początkowo pracował jako komentator radiowy, następnie we wschodnioniemieckiej służbie dyplomatycznej. W 1949 został radcą nowo otwartej ambasady NRD w Moskwie (-1951).
Markus Wolf był jednym z twórców politycznego wywiadu zagranicznego NRD i jego szefem o najdłuższym stażu (1952–1987), struktura, która najpierw działała jako osobna instytucja – Służba Politycznego Wywiadu Zagranicznego (Außenpolitische Nachrichtendienst – APN), działająca pod przykrywką tzw. „Instytutu Badań Ekonomicznych” (Institut für wirtschaftswissenschaftliche Forschung) (1951–1953), następnie włączona jako Wydział Główny XV (Hauptabteilung XV) w strukturze ówczesnego Sekretariatu Stanu (Staatssekretariat) (1953–1956), i Zarząd Główny Wywiadu (Hauptverwaltung Aufklärung – HVA) w Ministerstwie Bezpieczeństwa Państwowego NRD Stasi (1956–1990). 
Jego głównym zadaniem, które przyniosło mu sukcesy, było umieszczenie swoich agentów w administracji kanclerza Republiki Federalnej Niemiec Willy’ego Brandta. Kiedy w 1974 sekretarz kanclerza Günter Guillaume, został zdemaskowany jako wschodnioniemiecki kret, Brandt zmuszony był podać się do dymisji. Generał Markus Wolf miał duży udział w uwolnieniu w 1985 kapitana SB Mariana Zacharskiego. Z racji sprawowanych funkcji był „skoszarowany” w partyjno-rządowym osiedlu kierownictwa NRD wokół Majakowskiring w Berlinie-Pankow.
W 1987 Markus Wolf przeszedł na emeryturę z powodu złego stanu zdrowia. Zajął się pisaniem książki o swym dorastaniu w Moskwie w latach 30. XX wieku.
Po zjednoczeniu Niemiec w 1990, razem z kilkoma innymi wysokimi funkcjonariuszami wschodnioniemieckiego wywiadu, został postawiony przed sądem. W 1993 uznano go winnym działalności szpiegowskiej przeciwko RFN i skazano na sześć lat więzienia. Jednakże Trybunał Konstytucyjny zjednoczonych Niemiec orzekł 23 maja 1995, że byłe kierownictwo Stasi nie może być sądzone za nadzorowanie działalności szpiegowskiej przeciwko Zachodowi w okresie zimnej wojny. Orzeczenie przyjęte stosunkiem głosów 5:3, praktycznie udzieliło amnestii Wolfowi oraz innym funkcjonariuszom wywiadu zagranicznego, którzy wykradali tajemnice Zachodu. Skorzystało również z tego wielu funkcjonariuszy bezpieczeństwa.
W 1997 Wolf ponownie stanął przed niemieckim sądem, tym razem za trzy porwania – w 1955 tłumaczki pracującej dla władz amerykańskich, zwolnionej po jej odmowie szpiegowania, w 1959, przyjaciela Brandta, zwolnionego po odmowie zadenuncjowania Brandta jako nazistowskiego sympatyka, oraz w 1962, wschodnioniemieckiego uciekiniera, który po porwaniu spędził 10 lat w więzieniu. Markus Wolf został uznany za winnego i otrzymał wyrok dwóch lat więzienia w zawieszeniu. W Stanach Zjednoczonych książka wyszła w 1997 pod tytułem – A Man Without Face, wydanie polskie w 1999 pod tym samym tytułem – Człowiek bez twarzy.
Pochowany na Cmentarzu Centralnym Friedrichsfelde w Berlinie.